# Balladenjahr
Als Balladenjahr bezeichnet man in der deutschen Literaturgeschichte das Jahr 1797, in welchem innerhalb weniger Monate viele der bekanntesten Balladen Goethes und Schillers entstanden, wie Der Zauberlehrling (Goethe) oder Der Ring des Polykrates (Schiller). Die Balladen wurden in dem von Schiller herausgegebenen Musenalmanach für das Jahr 1798, dem sogenannten Balladenalmanach, erstmals veröffentlicht.

## Zugehörige Balladen
Johann Wolfgang von Goethe
- Der neue Pausias und sein Blumenmädchen
- Der Zauberlehrling
- Der Schatzgräber
- Die Braut von Korinth
- Der Gott und die Bajadere
- Legende vom Hufeisen

Friedrich Schiller
- Der Taucher
- Der Handschuh
- Der Gang nach dem Eisenhammer
- Der Ring des Polykrates
- Ritter Toggenburg
- Die Kraniche des Ibykus

## Begriff
Der Begriff entstammt einem Brief Schillers: „Auch ist dieses einmal das Balladenjahr […]“, schrieb er am 22. September 1797 an Goethe. Später wird der Begriff mehrfach in der Literaturwissenschaft verwendet.

## Hintergrund
Die Texte entstanden in einer Phase enger Zusammenarbeit der beiden Dichter, die sich 1788 zum ersten Mal begegnet waren. Schiller konnte Goethe für die Mitarbeit an den Horen, später auch zur Mitwirkung am Musen-Almanach auf das Jahr 1798 gewinnen. Es entwickelte sich ein fruchtbarer Briefwechsel über Dichtung und Dichtkunst. In den zur gleichen Zeit entstehenden Xenien kritisierten beide Dichter in aphoristischer und satirischer Weise Missstände der Literatur und erregten damit großes Aufsehen. Zugleich befassten sich beide Dichter in dieser Zeit mit der Theorie der literarischen Gattungen. In diesem Zusammenhang erfuhr die literarische Form der Ballade spezielle Aufmerksamkeit. In seiner Schrift „Über naive und sentimentalische Dichtung“ hatte Schiller vom modernen Dichter gefordert, über den Zustand der Naivität hinauszugehen, da die Darstellung des Ideals den Dichter mache. Im Unterschied zur Volksballade solle die Kunstballade bewusst sittliche Lehren vermitteln. Gestalten und Geschehnisse sind der tragenden Idee unterworfen, die Gestaltung zielt mit straffer Handlungsführung und sprachlichem Schwung auf unmittelbare Wirkung beim Hörer bzw. Leser. Den Balladen wurde die Aufgabe zugewiesen, den Rezipienten zu Anteilnahme und Wertungen aufzufordern, ihm seine Möglichkeiten des menschlichen Handelns zu zeigen und die Balladenwelt mit seiner bisherigen Lebenserfahrung zu vergleichen – laut Goethe solle der Leser „die Literatur urteilend genießen“. Außerdem sollten die Texte die Vielfalt sprachlicher Schönheiten der deutschen Sprache demonstrieren.

## Entstehung
Beide Dichter verabredeten, eine größere Zahl an Balladen zu verfassen, um ihre theoretischen Absichten literarisch zu verwirklichen: Wir haben uns vereinigt, in den diesjährigen Almanach mehrere Balladen zu geben und uns bei dieser Arbeit über Stoff und Behandlung dieser Dichtungsart selbst aufzuklären[…]. Die Texte entstanden in einer Art künstlerischen Wettstreits, wurden jedoch häufig vor ihrem Erscheinen brieflich diskutiert. Die Balladen erschienen zumeist im Musenalmanach auf das Jahr 1798 Ende September 1797.

## Rezeptionsgeschichte
Obwohl die Xenien im zeitgenössischen Verständnis wohl einen höheren Stellenwert beigemessen bekamen als die Balladen, haben letztere wegen ihres breiten Adressatenbezuges und ihrer didaktischen Intention Eingang in die Schullektüre deutscher Bildung erfahren.